# Vitebsk
Vitebsk, Viciebsk ou Vitsyebsk é uma cidade localizada no nordeste da Bielorrússia, na província (voblast) de Viciebsk, região dos lagos glaciares, perto de três pitorescos rios, entre eles o rio Duína Ocidental. Possui 366 299 habitantes.
De acordo com a lenda Vitebesk foi fundada pela Princesa Olga de Quieve, em 974, depois de uma campanha que esta fez pelos terrenos do Báltico. Todavia, a mais antiga referência feita à cidade bielorrussa data de 1021. Muito famosa na Idade Média, Vitebsk tornou-se, desde então até aos dias de hoje, um grande, importante e conhecido centro cultural e comercial e mercantil.

Depois da unificação com a Rússia, em 1772, a cidade num enorme centro militar, tendo-se submetido forçosamente a um cruel império.

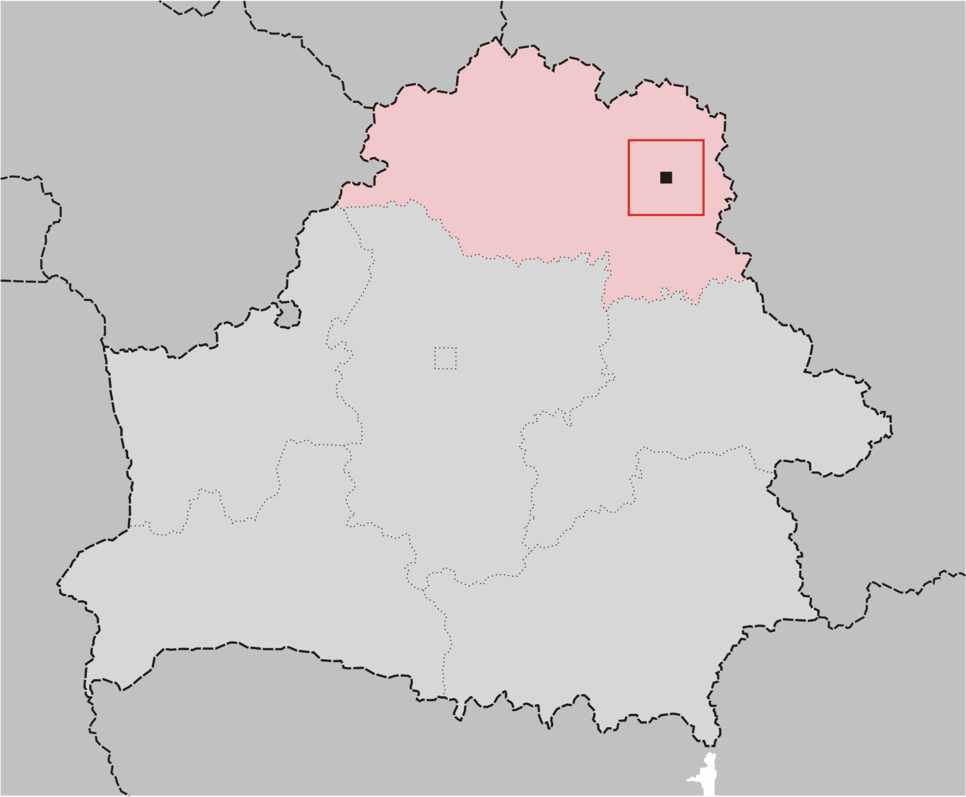
Localização de Viciebsk na província e no país

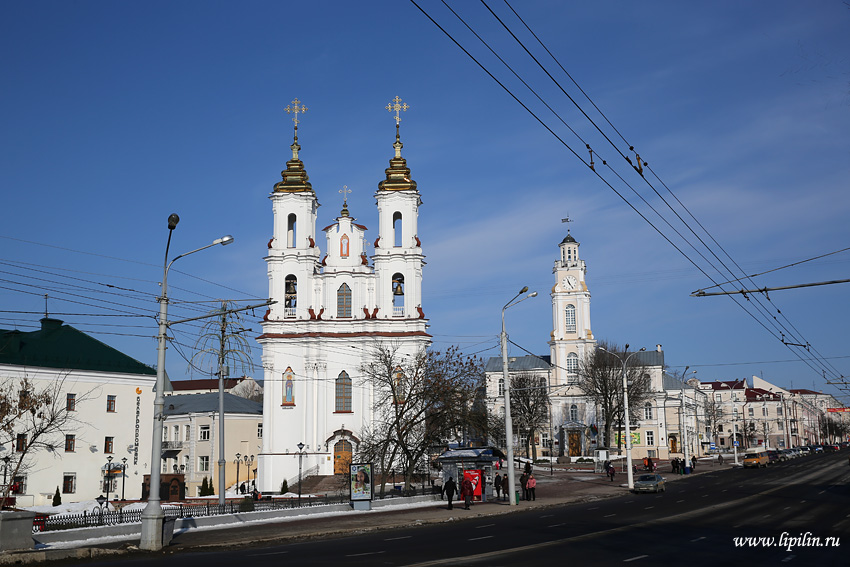
A rua Lenin em Vitebsk

Tal repressão, somente viria a ter fim com a Segunda Grande Guerra, já que nem com a Revolução Socialista de Outubro deixaram de ser reprimidos pelas milícias armadas de Lenine.
Culturalmente, esta grande cidade foi, durante os séculos XIX e XX, muito importante e reconhecida. Vitebsk é até mesmo a terra de grandes artistas como Marc Chagall. Em muitas das suas obras, incluindo dois dos seus quadros mais reconhecidos mundialmente, Eu e a Aldeia e Sobre Vitebsk, a cidade é peremptoriamente recordada.
Vitebsk é hoje, para além de uma próspera cidade, o maior centro cultural, científico e industrial da Bielorrússia.

## Personalidades
- Zhores Alferov (1930), Prémio Nobel de Física de 2000
- Marc Chagall (1887-1985), artista
- Sam Dolgoff (1902-1990), anarcossindicalista